# Феноллоза, Эрнест
Эрнест Франциско Феноллоза (англ. Ernest Francisco Fenollosa; 18 февраля 1853 — 21 сентября 1908,  Лондон) — американский философ, этнограф и педагог.

## Биография
Феноллоза родился в 1853 году в семье Мануэля Франсиско Сириако Феноллоза, испанского пианиста, родившегося в Малаге в 1818 году, и Мэри Силсби, члена известной семьи из Бостона. Эрнест Ф. Феноллоза получил высшее образование в Гарвардском университете (закончил его в 1874 году). Профессор философии и этнографии. Преподавал в Токийском университете, Токийском национальном университете изящных искусств и музыки, был руководителем отделения изобразительного искусства в Императорском музее Токио и иностранным советником при правительстве.
Большой заслугой Феноллозы как учёного является, что он, страстный поклонник и исследователь Востока, в период модернизации Японии и её подражания Европе в период Мэйдзи (в том числе и в различных областях культуры), боролся за сохранение традиционного японского искусства (нихонга). В возрасте 25 лет Феноллоза уезжает на Дальний Восток. В это время популярность традиционной японской живописи стремительно падает, и учёный ставит перед собой задачу сохранить старые техники рисования. Он отыскивает в заброшенных храмах и лавках старьёвщиков бесценные старинные статуи и художественные свитки, в том числе похищенные в разрушенных пагодах. Авторству Феноллозы принадлежит первый список национальных сокровищ Японии. Он также разыскал и сохранил старинные китайские рукописи духовного содержания, привезённые в Японию столетия назад дзэнскими монахами. Э. Ф. Феноллоза был первым западным специалистом мировой величины по китайскому и японскому искусству.
Феноллоса собрал большую личную коллекцию японского искусства во время своего пребывания в Японии. В 1886 году он продал свою коллекцию произведений искусства бостонскому врачу Чарльзу Годдарду Велду (1857–1911) при условии, что она перейдет в Музей изящных искусств в Бостоне. В 1890 году он вернулся в Бостон, чтобы работать куратором отдела восточного искусства. Там Феноллоса попросили выбрать японское искусство для демонстрации на Всемирной Колумбийской выставке 1893 года в Чикаго. Он также организовал первую выставку китайской живописи в Бостоне в 1894 году. В 1896 году он опубликовал « Мастера укиёэ», исторический отчет о японских картинах и гравюрах укиё-э, выставленных в Нью-Йоркском здании изящных искусств.
В Музее изящных искусств в Бостоне Феноллоса познакомился с художником и педагогом Артуром Уэсли Доу. Они нашли друг в друге родственный энтузиазм относительно японского искусства. Доу пишет: "Он сразу же оказал мне свою сердечную поддержку в моих поисках, так как он также чувствовал неадекватность преподавания современного искусства. Он энергично отстаивал радикально иную идею, основанную, как и в музыке, на синтетических принципах. Он считал музыку в некотором смысле ключом к другим изобразительным искусствам, поскольку ее сущность – чистая красота." Феноллоса оказал значительное влияние на педагогические принципы Доу, которые позже были описаны им в книге "Композиция. Cерия упражнений в художественной структуре для использования студентами и учителями". Доу пишет: "Убежденный, что эта новая концепция представляет собой более разумный подход к искусству, я посвятил много времени подготовке с профессором Феноллозой последовательной серии синтетических упражнений. Мой первый эксперимент по применению их в преподавании был проведен в 1889 году в моих классах в Бостоне, где профессор Феноллоса читал лекции по философии и истории искусства." Доу сказал о Феноллосе, что «он был философом и логиком, одаренным блестящим умом большой аналитической силы. Это, наряду с тонким вкусом истинного ценителя, дало ему такое понимание природы изобразительного искусства, какого немногие когда-либо достигают.»
Обратившись в буддизм, Феноллоса принял имя Тэйсин. Он также принял имя Кано: Эйтан (狩野永探), в честь школы Кано.
После смерти Эрнеста Феноллоса в Лондоне в 1908 году вдова передала его неопубликованные заметки о китайской поэзии и японской драме "Но" известному американскому поэту Эзре Паунду. Впоследствии Паунд завершил работу Феноллоса с помощью Артура Уэйли, известного британского синолога.
После смерти учёного его прах был доставлен в Японию и захоронен близ священного храма Мии-дэра.

## Наследие
Книга The Chinese Written Character as a Medium for Poetry, 1909, ред. Эзра Паунд, сильно повлияла на американскую китаистику, однако осуждается современными учеными за своевольность автора в интерпретации иероглифов.